# Фомин, Вячеслав Васильевич
Вячесла́в Васи́льевич Фоми́н (род. 1957) — российский историк и историограф, исследователь начальных этапов истории Древней Руси. Доктор исторических наук, занимал пост проректора по научной работе Липецкого государственного педагогического университета, являлся заведующим кафедрой отечественной истории. В настоящее время — профессор кафедры отечественной и всеобщей истории института истории, права и общественных наук (бывшего исторического факультета) Липецкого государственного педагогического университета имени П. П. Семёнова-Тян-Шанского.
Ученик историка А. Г. Кузьмина, вслед за которым развивает идеи антинорманизма — южнобалтийской гипотезы. В связи с этим сотрудничает с автором псевдонаучного учения «ДНК-генеалогия» А. А. Клёсовым и является членом «научного совета» «Академии ДНК-генеалогии», продвигающей учение Клёсова.

## Биография
Родился в 1957 году в Горьковской (ныне Нижегородской) области, в многодетной крестьянской семье. 
В 1980 году окончил историко-филологический факультет Горьковского (ныне Нижегородского) государственного университета им. Н. И. Лобачевского.
С 1985 по 1988 год обучался в аспирантуре МГПИ под руководством доктора исторических наук, профессора А. Г. Кузьмина (1928—2004). 
В 1997 году защитил кандидатскую диссертацию по теме: «Варяги в средневековой письменной традиции», а в  2005 ─ докторскую диссертацию: «Варяго-русский вопрос в российской историографии XVIII—XX веков».
Профессор Липецкого государственного педагогического университета, ведущий научный сотрудник Института российской истории РАН (до начала 2011 года). 
Автор более 80 научных публикаций, двух учебных пособий с грифом УМО, четырёх монографий по варяго-русскому вопросу и его историографии.

## Научная деятельность
В своих работах ведёт полемику с норманской теорией происхождения варягов и Рюрика, возводит её истоки к шведско-русским отношениям начала XVII века.
Является учеником и последователем историка А. Г. Кузьмина, развивает его идеи. Концепция Фомина включает три основных тезиса: народ русь — изначально не скандинавы, а славяне; Новгород основан в IX веке не скандинавами, а славянами, аргументируется это утверждение тем, что город имеет славянское, а не скандинавское название; варяги — это вагры, западные славяне.
В рамках занимаемой Фоминым позиции варяги считаются прибалтийскими славянами на основании этимологий (отождествления «варяги»-«вагры», известное начиная с труда немецкого дипломата Сигизмунда фон Герберштейна), а также западнославянских влияний на язык и материальную культуру северо-западных областей Древней Руси. Фомин предпринял попытку возродить существовавшую ранее гипотезу о связи названий Русь и города Руса (ныне Старая Русса), опираясь на известие Герберштейна. По мнению Фомина, «Старорусская русь», существовавшая ещё до призвания Рюрика, располагалась на территории всего Южного Приильменья, «где встречаются мощные соляные источники, в изобилии дающие соль, без которой невозможна сама жизнь».
В рамках своей концепции Фомин отвергает мнения большинства известных российских учёных, и относит к числу норманистов всех, кто не разделяет его идеи западнославянского происхождения варягов, включая авторов, которые традиционно считаются антинорманистами (В. В. Мавродин, Б. А. Рыбаков, И. П. Шаскольский).
Историк и археолог Л. С. Клейн называет его «современным лидером антинорманизма».
Фомин входит в редколлегию журнала «Исторический формат», выходящего с 2015 года; в общественный попечительский совет журнала входят члены «Академии ДНК-генеалогии» А. А. Клёсова; статьи журнала близки к псевдонаучным.

## Оценки деятельности
В приветствии «От имени Президиума Российской академии наук» участникам и гостям семинара «От Ломоносова к Нансену и далее» (23 января 2011 года, Тромсё, Норвегия) вице-президент РАН академик д.г.-м.н. Н. П. Лавёров высказал мнение, что «…профессор В. В. Фомин в монографии „Ломоносов. Гений русской истории“ впервые обстоятельно, с привлечением самого широкого круга источников — исторических, археологических, лингвистических, антропологических, показал, что почти все идеи, высказанные Ломоносовым в XVIII веке в отношении русской и мировой истории, соответствуют уровню современной науки и, что Ломоносов прав, выводя варяжскую русь с берегов Южной Балтии».
Работы Фомина подвергаются критике со стороны ряда археологов, историков и филологов. Историк В. В. Пузанов обращает внимание на присущий Фомину стиль дискуссии, включающий в себя навешивание ярлыков, карикатурное изложение мнений оппонентов, передёргивание фактов. Пузанов указывает, что работы Фомина ценны «с точки зрения полноты собрания историографических фактов», признавая главным их недостатком «перенос научного спора в область политики, навязчивые представления о норманистах, как недругах русского и, шире, славянских народов».
По мнению историка и филолога Е. А. Мельниковой, Кузьмин и вслед за ним Фомин возродили антинорманизм середины XIX века, в той его форме, которая была выдвинута М. В. Ломоносовым и развита С. А. Гедеоновым. Согласно Мельниковой, эта концепция использует народные этимологии («варяги»-«вагры» и др.) и смешивает западных славян с поморскими, а используемые в качестве аргументации следы поморских славян в археологическом материале немногочисленны.
Историк В. Я. Петрухин относит Фомина к эпигонам традиционного антинорманизма и оценивает используемые им методы реконструкции древнерусской истории на основе средневековых генеалогий, конструкций Синопсиса, Ломоносова и др., как примыкающие к методам А. Т. Фоменко.
Историк и археолог Л. С. Клейн отмечает, что вопреки Фомину, Новгород, согласно данным археологии, в IX веке не существовал, а роль летописного Новгорода, по мнению ряда исследователей, играло соседнее с ним (Рюриково) Городище, где имеются слои IX века, причём с большим числом скандинавских находок. Предположение Фомина о существовании Старой Руссы в IX веке также не подтверждается археологическими данными. Кроме того, название этого поселения (Руса) известно только с середины XI века, которой датируется берестяная грамота № 526: «На Бояне въ Роусе гр(и)вна, на Житоб(о)уде въ Роусе 13 коуне и гр(и)вна истине…». О более раннем названии поселения ничего не известно. Лингвисты Р. А. Агеева, В. Л. Васильев и М. В. Горбаневский считают, что первоначальное название города (Руса) происходит от гидронима — реки Порусья, которая в древности называлась Руса. Имя реки, в свою очередь, осталось от ранее проживавших здесь балтийских племен. Относительно аргумента Фомина о сходстве новгородских и псковских археологических древностей с западнославянскими Клейн указывает, что керамика, которая известна у западных славян — фельдбергская и фрезендорфская, торновская, гроссраденская и типа Таттинг — действительно имеет подобия в северорусском материале, как и строительная техника валов, технология судостроительства, при малом количестве железных заклёпок или вовсе без них, тогда как у скандинавов их большое количество. Однако данная керамика не распространялась на территории вагров, с которой связывают варягов сторонники западнославянской гипотезы.
Концепция лингвистических влияний западнославянского языка на речь новгородцев, которые предполагал лингвист А. А. Зализняк в 1988 году, была подвергнута критике О. Н. Трубачевым, В. Б. Крысько и Х. Шустер-Шевцем, поскольку те же архаизмы имеются и у балканских славян и в некоторых других регионах, и в дальнейшем не поддержана самим Зализняком. Кроме того, если бы указанная керамика и диалектные влияния были маркерами варягов, эти маркеры имелись бы уже в IX веке в Смоленске, Киеве и Чернигове.
Фомин и А. Н. Сахаров утверждали, что В. Л. Янин и В. В. Седов «доказали три миграционных потока из западнославянского мира — из Южной Балтики, из Польши и с Карпат, в VIII веке, в середине IX и в середине X». Это утверждение не соответствует действительности. Археологи Янин и Алешковский опирались только на лингвистические наблюдения и не приводили археологических данных. Гипотеза Седова опирается на данные письменных источников и археологический материал не прорабатывала. Другие археологи её не приняли. Кроме того, Седов писал о середине 1-го тысячелетия н. э. Привязки к варягам эти предполагаемые миграции не имеют. Тогда как передвижение населения из Скандинавии фиксируется по сотням археологических артефактов именно IX—X веков. Не соответствуют действительности слова Фомина: «из 150 тыс. артефактов, добытых Новгородской экспедицией, лишь 10-15 штук — скандинавские». Клейн называет Фомина и Сахарова в связи с этими словами фальсификаторами и пишет, что число скандинавов в стратегически важных пунктах Северной Руси в IX веке превышало число славян. Вопреки Фомину, утверждавшему, что древнерусские города не имели скандинавских названий, такие имена известны из скандинавских источников.
Клейн отмечает, что Фомин пользуется устаревшей методикой, которая мало отличима от методики Ломоносова; опирается преимущественно на мнения отдельных авторов XVII—XIX веков (включая немецкие генеалогии, которые создавались для прославления северонемецких династий), часто используя ссылки на них вместо опоры на факты, а также использует старые аргументы антинорманистов. Мнения антинорманистов Фомин рассматривает как основанные на знаниях и здравом смысле, а мнения «норманистов» (или авторов, которых он считает «норманистами») — как априори поверхностные и злонамеренные. Лучшим доказательством он считает частное мнение «норманиста», если оно совпадает с конкретным доказываемым Фоминым тезисом (по принципу «даже норманист признаёт»). Если он касается исторических источников, которые противоречат его концепции, то нередко делает при их интерпретации различные смысловые добавления, чтобы снять противоречия. В качестве аргумента Фомин также опирается на славу Ломоносова, доказывает универсальность его теорий.
По мнению Клейна, Фомин осуществляет «шельмование» несогласных с его мнением, чтобы направить на них негативные эмоции околонаучной публики. Поскольку на научное сообщество построения Фомина не могут оказать влияния, его работа, по мнению Клейна, ориентирована на широкие массы. В целом Фомин занимает маргинальную позицию. Клейн писал: «воспевая дуэтом нашествие западных славян, Фомин и Сахаров считают это патриотической позицией (а не избавление ли от западных славян является национальным праздником России?). Признание же скандинавского нашествия (такого же, как на Англию и Францию) они считают антипатриотической пропагандой». Все норманисты, по словам Фомина, являются членами Шведской и Норвежской академий. Клейн отмечает, что это не соответствует действительности.
О самом Клейне Фомин пишет как о грубом и невежественном авторе, «начальнике Тайной розыскных варяжских дел канцелярии, ведающей научным сыском», сравнивает с нацистским министром пропаганды Йозефом Геббельсом, обвиняет в расизме (якобы возвеличивании «германской расы», аргументируя это тем, что «Гитлер, как и Клейн, был норманнистом») и одновременно использует в отношении Клейна эпитет «либерал-демократ» в качестве обсценного.
Фомин отрицал существование других князей (кроме летописного варяга) с именем Рюрик: по его мнению, если бы имя было скандинавским, то, попав на Русь, присутствовало бы в княжеском роду; в действительности имя Рюрик отражено в древнерусском княжеском именослове: известны также Рюрик Ростиславич, ум. 1092 и Рюрик Ростиславич, ум. 1212.
Фомин утверждает, что немецкий дипломат Сигизмунд фон Герберштейн, который первым отождествил варягов с западнославянским племенем вагров, в январе-апреле 1516 года посетив историческую область Вагрию, беседовал с ваграми и получил от них подлинные сведения об их истории. Вагры были истреблены или ассимилированы немцами значительно раньше времени Герберштейна. В самом тексте Герберштейна эпизода о беседе с ваграми нет, напротив, дипломат отмечает: «про варягов никто не мог сообщить мне ничего определённого, помимо их имени». Далее Герберштейн писал, что отождествление вагров и варягов является его собственным предположением: «как полагают, Балтийское море и получило название от этой Вагрии», а вагры «имели общие с русскими язык, обычаи и веру, то, по моему мнению, русским естественно было призвать себе государями вагров, иначе говоря, варягов, а не уступать власть чужеземцам, отличавшимся от них и верой, и обычаями, и языком». Фомин приписывает немецкому космографу Себастьяну Мюнстеру первое упоминание о варяге Рюрике в иностранных источниках, но ссылается при этом на базельское издание его «Космографии» 1628 года, дополнения в которое вносились редакторами текста под влиянием «Записок о Московии» Герберштейна. У Мюнстера (1489—1552) в прижизненных изданиях «Космографии» 1544 и 1550 годов нет ни варяжской темы, ни сюжета о ваграх.

## Некоторые публикации
Авторефераты диссертаций
- Варяго-русский вопрос в отечественной историографии XVIII—XX веков: Автореферат диссертации …доктора исторических наук: 07.00.02, 07.00.09 / Ин-т рос. истории РАН. — Москва, 2005. — 36 c.

Монографии
- Русские летописи и варяжская легенда: Учебное пособие. — Липецк: ЛГТУ, 1999. — 149 с.
- Варяги и варяжская русь: К итогам дискуссии по варяжскому вопросу / Рецензенты: член-корр. РАН А. Н. Сахаров, д-р ист. наук Г. В. Талина; Институт российской истории РАН. — М.: Русская панорама, 2005. — 488 с. — 1000 экз. — ISBN 5-93165-132-2. (в пер.)
- Ломоносов: Гений русской истории / Рецензенты: член-корр. РАН А. Н. Сахаров, д-р ист. наук М. Г. Вандалковская, д-р ист. наук С. В. Перевезенцев; Институт российской истории РАН. — М.: Русская панорама, 2006. — 464 с. — 1000 экз. — ISBN 5-93165-133-0. (в пер.)
- Начальная история Руси: Учебное пособие / Институт российской истории РАН, Липецкий государственный педагогический университет, Арзамасский государственный педагогический институт. — М.: Русская панорама, 2008. — 296 с. — 1500 экз. — ISBN 978-5-93165-209-2. (обл.)
- Голый конунг: Норманнизм как диагноз. — М.: Алгоритм, 2013. — 320 с. — (Наша Русь). — 2000 экз. — ISBN 978-5-4438-0430-9. Архивировано 4 марта 2016 года. (в пер.)

Составительская и редакторская работа
- Изгнание норманнов из русской истории: Сборник / Сост. и отв. ред.: В. В. Фомин; Институт российской истории РАН[32]. — М.: Русская панорама, 2010. — 536 с. — 1000 экз. — ISBN 978-5-93165-203-0. (в пер.)
- Варяго-русский вопрос в историографии: Сборник статей и монографий / Сост. и отв. ред.: В. В. Фомин; Институт российской истории РАН[32]. — М.: Русская панорама, 2010. — 624 с. — (Изгнание норманнов из русской истории; Вып. 2). — 1000 экз. — ISBN 978-5-93165-272-6. (в пер.)
- Слово о Ломоносове / Сост. и ред. В. В. Фомин. — М.: Русская панорама, 2012. — 576 с. — (Изгнание норманов из русской истории; Вып. 3). — 800 экз. — ISBN 978-5-93165-283-2. (в пер.)
- Скандинавомания и ее небылицы о русской истории / Сост. и ред. В. В. Фомин. — М.: Русская панорама, 2015. — 480 с. — (Изгнание норманов из русской истории; Вып. 4). — 1000 экз. — ISBN 978-5-93165-376-1. (в пер.)
- Варяги и Русь: Сборник статей и монографий / Сост. и ред. В. В. Фомин. — М.: Русская панорама, 2015. — 504 с. — (Изгнание норманов из русской истории; Вып. 5). — 1000 экз. — ISBN 978-5-93165-377-8. (в пер.)

Статьи
- Норманизм и его истоки // Дискуссионные проблемы отечественной истории: Материалы научно-практической конференции «Дискуссионные вопросы российской истории в вузовском и школьном курсах», 14-15 сент. 1993 г.. — Арзамас: АГПИ, 1994. — С. 18—30. — 176 с. — ISBN 5-86517-008-2.
- «Варяжское заморье» русских летописей (X—XVII вв.) // Дискуссионные вопросы российской истории: Материалы Второй научно-практической конференции «Дискуссионные вопросы российской истории в вузовском и школьном курсах», 30-31 мая 1995 г.. — Арзамас: АГПИ, 1995. — С. 21—27. — 296 с.
- Норманизм русских летописцев: миф или реальность? // Межвузовские научно-методические чтения памяти К. Ф. Калайдовича. — Елец, 2000. — Вып. 3.
- Варяги и варяжский вопрос в судьбе России // Роман-журнал XXI век. — М., 2001. — № 9.
- Кто же был первым норманистом: русский летописец, немец Байер или швед Петрей? // Мир истории. — М., 2002. — № 4/5.
- Норманская проблема в западноевропейской историографии XVII века // Сборник Русского исторического общества. — М.: Русская панорама, 2002. — Т. 4 (152). — С. 305—324.
- Скандинавы и хазары в русской истории: современная интерпретация // Вопросы российской и всемирной истории: Материалы V межвузовской научно-практической конференции «Дискуссионные вопросы российской истории в вузовском и школьном курсах», 30-31 мая 2002 г.. — Арзамас: АГПИ, 2002. — С. 180—187. — 404 с. — ISBN 5-86517-121-6.
- Кривые зеркала норманизма // Сборник Русского исторического общества. — М.: Русская панорама, 2003. — Т. 8 (156). Антинорманизм. — С. 83—127.
- «За море», «за рубеж», «заграница» русских источников // Сборник Русского исторического общества. — М.: Русская панорама, 2003. — Т. 8 (156). Антинорманизм. — С. 146—168.
- Варяжский вопрос: его состояние и пути разрешения на современном этапе // Сборник Русского исторического общества. — М.: Русская панорама, 2003. — Т. 8 (156). Антинорманизм. — С. 257—269.
- Южнобалтийское происхождение варяжской Руси // Вопросы истории. — 2004. — № 4. — С. 149—163.
- Варяги в переписке Ивана Грозного с шведским королём Юханом III // Отечественная история. — 2004. — № 5. — С. 121—133.
- Научный комментарий к книге С. А. Гедеонова «Варяги и Русь» // М.: Русская панорама, 2004. — С. 457—561.
- Ломоносов и Миллер: два подхода к решению варяжского вопроса // История и историки. 2004. Историографический вестник. — М.: Наука, 2005. — С. 3-61.
- Варяжский вопрос в творчестве М. А. Алпатова // История и историки. 2004. Историографический вестник. — М.: Наука, 2005. С. 320—326.
- Ломоносов и Миллер: уроки полемики // Вопросы истории. — 2005. — № 8. — С. 21—35.
- Пургасова Русь // Вопросы истории. — 2007. — № 9. — С. 3—17.
- История разработки варяго-русского вопроса в трудах ученых дореволюционного периода // История и историки. 2006. Историографический вестник. — М.: Наука, 2007.
- А. Г. Кузьмин и его вклад в изучение ранней истории Руси // Вестник Липецкого государственного педагогического университета. Серия гуманитарных наук. 2008. Вып. 2.
- Народ и власть в эпоху формирования государственности у восточных славян // Отечественная история. — 2008. — № 2. — С. 170—189.
- Формирование государственности у восточных славян и варяго-русский вопрос // Государство и нация в России и Центрально-Восточной Европе. Материалы международной научной конференции будапештского Центра русистики от 19-20 мая 2008 г. — Budapest: Russica Pannonicana, 2009. — С. 39—54.
- Норманистская версия происхождения имени «Русь» и её научная несостоятельность // История и историки. 2007: Историографический вестник. — М.: Наука, 2009. — С. 11—70. — 372 с. — ISBN  978-5-02-036987-0.
- Происхождение Рюрика и его роль в русской истории // Российская государственность в лицах и судьбах её созидателей: IX—XXI вв. Материалы международной научной конференции 31 октября — 1 ноября 2008 г. — Липецк, 2009.
- «Скандинавомания» и её небылицы // Родина. — 2009. — №. 10. — С. 98—101. (ответ на статью: Мельникова Е. А. Ренессанс Средневековья? Размышления о мифотворчестве в современной исторической науке // Родина. 2009. № 3; № 5)
- Норманская теория и её научная несостоятельность // Учёные записки Волгоградского педагогического университета. — 2009.
- К вопросу о несостоятельности скандинавской этимологии имени «Русь» // Учёные записки исторического факультета Липецкого государственного педагогического университета. — Липецк, 2009. — Вып. 6.
- Варяго-русский вопрос и некоторые аспекты его историографии // Изгнание норманнов из русской истории. — М.: Русская панорама, 2009.
- Откуда есть пошла русская земля (Интервью В. В. Фомина) // Роман-журнал XXI век. — М., 2009. — № 6.
- Ломонософобия российских норманистов // Варяго-русский вопрос в историографии. — М.: Русская панорама, 2010.
- Варяго-русский вопрос и пути его разрешения // Труды Первой Международной конференции «Начала Русского мира», состоявшейся 28-30 октября 2010 г. / Ред. коллегия: А. Н. Сахаров (председатель) и др. СПб., 2011.
- Научный комментарий (совместно с А. Н. Сахаровым) к шестому тому М. В. Ломоносова (гл.редактор — Президент РАН Ю. С. Осипов), изданного в соответствии с Распоряжением Правительства РФ от 19.07.2007. и на основании Постановления Научно-издательского совета РАН от 08.02.2011. // Москва — Санкт-Петербург, 2011.
- Южнобалтийские славяне в истории Старой Руссы // Учёные записки исторического факультета. Вып. 7, ЛПГУ, 2012. С. 17 — 57.
- Варяго-русский вопрос в трудах Д. И. Иловайского (к 180-летию со дня рождения учёного) // Вестник Липецкого государственного педагогического университета. Серия: Гуманитарные науки. № 2 (7). 2012. С. 18-44.